# 駒形正明
駒形 正明（こまがた まさあき、1954年4月26日 - ）は、元NHKアナウンサー、元テレビ新潟アナウンサー。新潟県南魚沼郡六日町（現在の南魚沼市）出身。

## 略歴
新潟県立六日町高等学校を経て、1977年に明治大学政治経済学部を卒業した。大学時代は雄弁部に所属した。
同年、NHKに入局した。NHKでは鹿児島放送局で勤務した。1981年にテレビ新潟開局当初の立ち上げメンバーとなる。アナウンサーとして、初代オープニングやクロージング紹介のナレーションなどを担当した。
取材するアナウンサー・キャスターの先駆けとして、県内のみならず海外でも取材をした。報道では、NNNウラジオストク支局に派遣された。ウラジオストクでは、ソビエト連邦の崩壊を日本の映像メディアとして唯一取材した。
その後、同社の事業部に異動し、サッカークラブ「アルビレックス新潟」の立ち上げに参画したほか、新潟県で初となるJリーグの公式戦開催を実現させた。また、2002年FIFAワールドカップ（日韓共同開催）では新潟県招致委員も務め、熾烈な誘致合戦を制し、日本海側で唯一・新潟県での開催を実現させた。
事業部長、事業局長を経た後、編成局長（放送番組審議会事務局長兼務）を務めた。
その他、環日本海経済研究所（ERINA）へ出向し、経済交流副部長を務め、北東アジアの経済活動に関する調査などを実施した。2007年、事業創造大学院大学でMBAを取得した。
2012年8月18日、南魚沼市長選（11月18日投開票）への出馬を表明したが、現職候補に敗れ落選した。
定年を迎えた後も、嘱託としてテレビ新潟放送網関連会社であるニュー・ブライトプロダクション（芸能事務所、法人名は株式会社TeNYサービス）の代表取締役社長を務めていたが、2020年現在は本間芳之に譲っており、すでに退社しTeNY関係の業務から完全に退いている。

## 人物・趣味
- モットーは夢と冒険、そして感動。趣味は、スキー・カメラ・旅行・音楽（聴く、歌う）
- 祖父は大巻中学校の初代校長を務めた。父も大巻中学校校長を務めた。
- 新潟県出身のNHK正職員アナウンサー経験者で唯一民放局に移籍し、かつ地方選挙・国政選挙を通じて唯一選挙に立候補した（2022年7月18日現在）。

## 出演番組

### NHK鹿児島放送局
- FMリクエストアワー

### テレビ新潟
- にいがたNOW